# Centrale nucléaire de Heysham
La centrale nucléaire d'Heysham est située à Heysham dans le Lancashire sur la côte du nord-ouest de l'Angleterre.

## Description

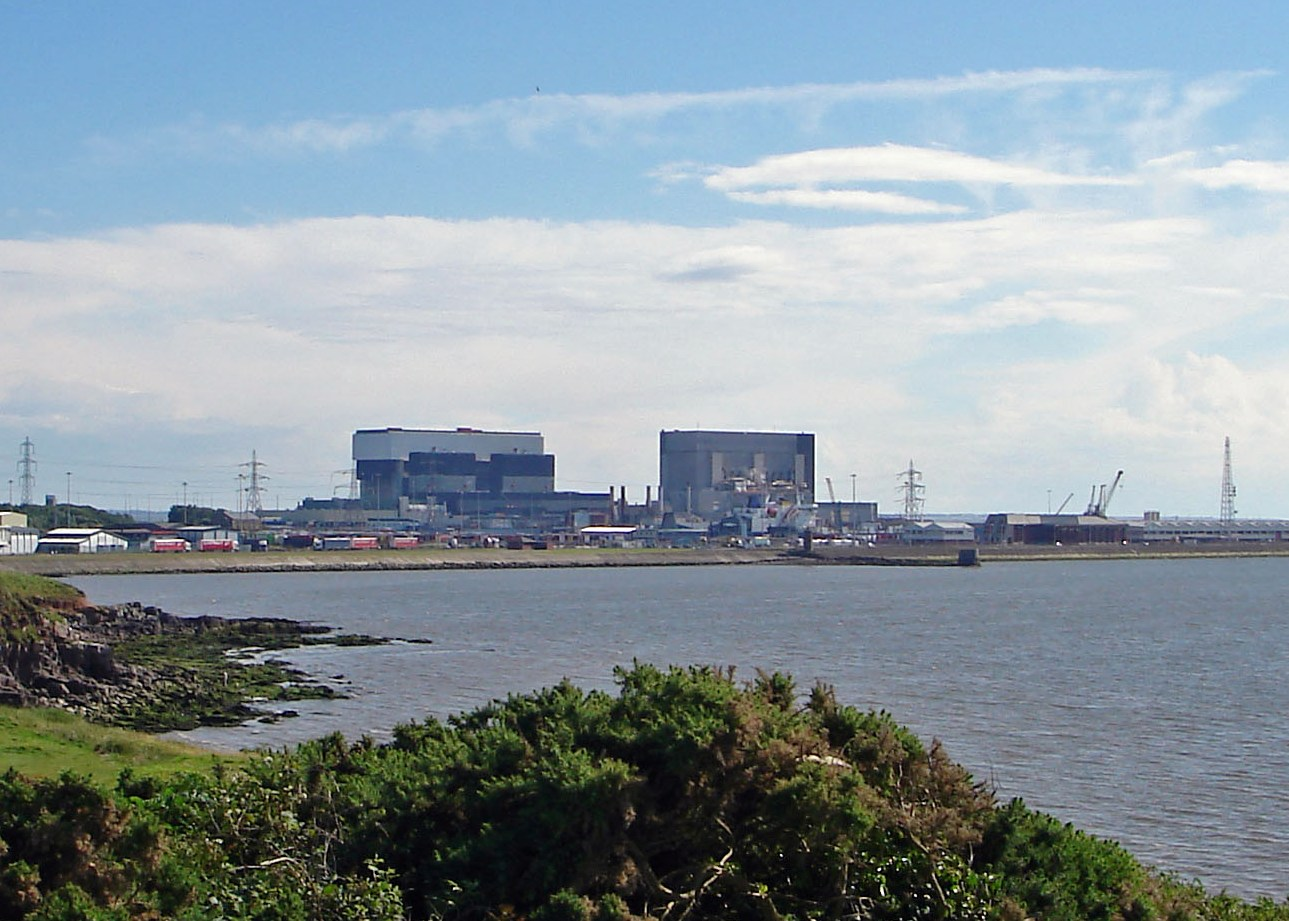
Centrale nucléaire d'Heysham.

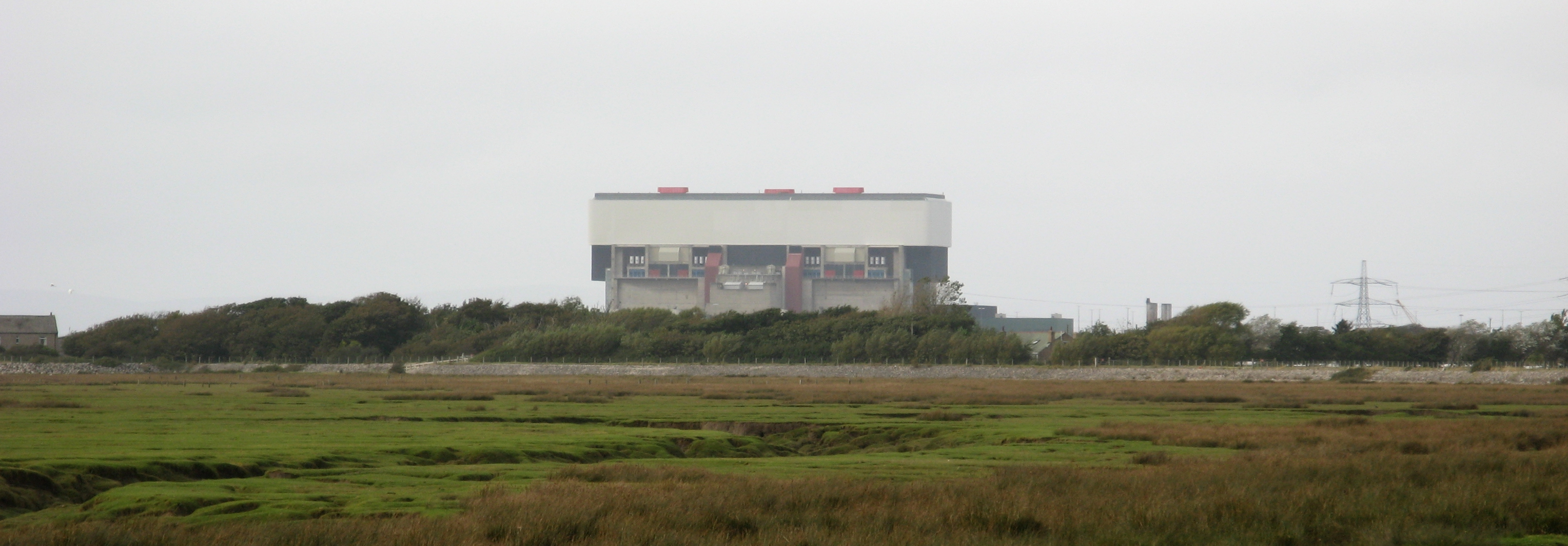
La centrale.

La centrale est équipée de deux usines comprenant chacune deux blocs réacteurs. Les quatre réacteurs sont des réacteurs avancés au gaz (AGR) de conception britannique qui permettent à la centrale d'avoir une capacité électrique globale de 2490 MWe.

Heysham A dispose de réacteurs dérivés de ceux de la centrale nucléaire de Hartlepool avec de légères modifications de la chaudière.
- Heysham A : MSI en 1983, arrêt prévu en 2026[1].
  - Heysham-A1 : 625 MWe
  - Heysham-A2 : 625 MWe

Heysham B dispose de réacteurs identiques à ceux de la centrale nucléaire de Torness.
- Heysham B : MSI en 1988, arrêt prévu en 2030[2].
  - Heysham-B1 : 680 MWe
  - Heysham-B2 : 680 MWe

NB : MSI = Mise en Service Industrielle
L'exploitant British Energy a proposé que le site soit utilisé pour construire une nouvelle centrale, ce qui a fait l'objet d'une vive opposition des groupes d'opposants tel que Greenpeace.